# Valeria Gontcharova
Pour les articles homonymes, voir Gontcharova.
Valeria Olegovna Gontcharova (en russe : Валерия Олеговна Гончарова) est une joueuse de volley-ball russe d'origine ukrainienne née le 3 janvier 1988. Elle mesure 1,88 m et joue au poste de centrale. Elle totalise 5 sélections en équipe de Russie. Sa sœur Natalia Gontcharova est également joueuse de volley-ball.

## Clubs
| Club                | De        | À         |
| ------------------- | --------- | --------- |
| Regina Rovno        | 2004-2005 | 2005-2006 |
| Dinamo (RSSU-ShVSM) | 2006-2007 | 2008-2009 |
| Dinamo Moscou       | 2009-2010 | 2010-2011 |
| Omitchka Omsk       | fév 2011  | avr 2011  |
| Dinamo Moscou       | 2011-2011 | 2011-2011 |
| VK Tioumen          | 2011-2012 | 2011-2012 |
| Dinamo Moscou       | 2012-2013 | 2013-2014 |
| Zaretchie Odintsovo | fév 2014  | mai 2014  |
| Dinamo Moscou       | 2014-2015 | 2014-2015 |
| Zaretchie Odintsovo | 2015-2016 | 2015-2016 |
| VK Severianka       | 2016-2017 | 2016-2017 |
| Zaretchie Odintsovo | 2017-2018 | 2018-2019 |
| VK Oufimotchka      | 2019-2020 | …         |

## Palmarès

### Équipe nationale
- Championnat d'Europe des moins de 18 ans
  - Vainqueur : 2005.

### Clubs
- Coupe de Russie
  - Vainqueur : 2009, 2013.
  - Finaliste : 2012.
- Championnat de Russie
  - Finaliste : 2010, 2013, 2015.